# Gangslidin’
Гэнгслайдинг (англ. Gangslidin’), ранее известный как джёркинг (англ. Jerkin’) —один из стилей современного хип-хопа Западного побережья, имеющий большую популярность в Южной Калифорнии.

## Характеристика
Звучание гэнгслайдинга очень схоже с его стилем-аналогом из Северной Калифорнии, называемым хайфи, так как оба звучания сочетают в себе фанковые и драм машинные элементы. Однако основным отличием гэнгслайдинга от хайфи служит использование элементов из джи-фанка в фанковых элементах, в то время как хайфи использует mobb music элементы. На момент своего зарождения гэнгслайдинг имел в основном безобидную лирическую составляющую, посвящённую ночным клубам, тусовкам и танцам. Однако позже он стал полностью основанным на формации гангста-рэпа. Тексты, как и в хип-хопе Западного побережья в общем, стали посвящаться жизни на улицах округа Лос-Анджелес, разврату и занятию преступной деятельностью и наращиваться жестокостью, иногда переплетаясь с политическим хип-хопом и хардкор-рэпом. Нередко делаются отсылки на участие исполнителя в уличной банде из преступных альянсов Crips, Bloods и Hoover Criminals. За счёт такой лирики гэнгслайдинг иногда даже «неофициально» называют Лос-Анджелесским дриллом.

## История стиля
Изначально гэнгслайдинг назывался джёркингом и задумывался как ответ набиравшему обороты в мейнстриме хайфи движению из Области залива Сан-Франциско. В основном исполнителями джёркинга были подростки, которые относились презрительно к типичному для калифорнийского хип-хопа гангстерскому образу. Одними из первых исполнителей джёркинга был молодёжный музыкальный дуэт New Boyz и группа Audio Push. Первые выпустили сингл-хит «You're a Jerk», который вошёл в их дебютный альбом «Skinny Jeanz and a Mic». Песня получила большую популярность, и вскоре джёркинг, как и его Севернокалифорнийский аналог, разросся до целой культуры. Такие исполнители, как The Ranger$, Tyga, King Ink также способствовали большой популяризации. Помимо музыкального стиля в неё стали входить нелегальные автомероприятия, аналоги сайдшоу из хайфи культуры, называемые тэйковерами (англ. takeovers) и одноимённый танец, в котором делается акцент на подпрыгивания и движения ногами.
Однако приблизительно в начале 10-х, джёркинг музыка, как и вся культура, подверглась сильному видоизменению с приходом в неё участников уличных банд. Стиль получил актуальное название, а движения из джёркинга как танца стали использоваться элементами в современных версиях танцев банд, таких как C-Walk и B-Walk. Лирической базой для гэнгслайдинга, как и для более классического джи-фанка, послужил гангста-рэп. Наиболее известным битмейкером в этом поджанре принято считать DJ Mustard, который выпустил собственный микстейп «Ketchup» и принял роль продюсера в дебютном альбоме YG «My Krazy Life». Он также спродюсировал такие хиты, как «Rack City» Tyga, «Paranoid» Ty Dolla $ign и «Show Me» Kid Ink.
Со временем популярность гэнгслайдинга только расширялась благодаря новым исполнителям. Из наиболее значимых альбомов также следует выделить «Victory Lap» от Nipsey Hussle, «BompTTon» от Slim 400, «Realness Over Millions» от TeeCee4800, «Westside» от Joe Moses и «Famous Cryp» Blueface. Рэперы Drakeo The Ruler, 03 Greedo, RJmrLA, Alshawn Martin, Compton AV, Big Aad 1900, AD и многие другие также получили большую популярность в гэнгслайдинге.
Современные андеграундные рэперы из Южной Калифорнии (Chiico, Young Threat, Sh60ter), выкладывающие свои релизы на платформах SoundCloud и YouTube, исполняют треки в стилях гэнгслайдинга и джи-фанка.
В 2020-х годах развивается новое направление жанра "Jerk Rap". Пионером этого жанра является Xaviersobased.